# Watson Bluff
Das Watson Bluff ist ein 225 m hohes Kliff aus dunklem Fels am östlichen Ende von David Island vor der Küste des ostantarktischen Königin-Marie-Lands.
Entdeckt wurde es von Teilnehmern der Australasiatischen Antarktisexpedition (1911–1914) unter der Leitung des australischen Polarforschers Douglas Mawson. Mawson benannte es nach Andrew Dougal Watson (1885–1963), einem Geologen der Forschungsreise.